# Eichborn Verlag
Eichborn Verlag ist ein Buchverlag in Frankfurt am Main. Name und Rechte des Verlags wurden zum 1. November 2011 an die Bastei Lübbe AG verkauft.

## Geschichte
1980 gründeten der damalige Lektor des Fischer-Verlags Vito von Eichborn und Matthias Kierzek, Miteigentümer der Fuldaer Verlagsanstalt, den Verlag. Erste größere Verkaufserfolge erzielten Bücher der Cartoonisten Erich Rauschenbach und Walter Moers. 1989 übernahm Eichborn die von Hans Magnus Enzensberger herausgegebene Reihe Die Andere Bibliothek des Greno-Verlags. Eichborn Hörbuch erschien bis 2009 unter dem Namen Eichborn Lido. 1992 nahm das Verlagsprogramm zusätzlich Merchandising-Produkte auf, was die inzwischen angeschlagene wirtschaftliche Lage nicht besserte.
Vito von Eichborn stieg 1995 aus dem Verlag aus und übergab seine Anteile an den bisherigen Miteigentümer Matthias Kierzek. 2000 ging die Eichborn AG an die Börse. Im selben Jahr wurde das Berliner Büro für Berufsstrategie GmbH übernommen, bereits 2003 jedoch wieder an seinen Gründer zurückverkauft.

Nach einem Vorwurf der tageszeitung (taz), im 2002 beim Eichborn Verlag erschienenen Buch Lexikon der Städtebeschimpfungen von Walter Krämer sei plagiiert worden, entschädigte der Verlag mehrere Autoren des Originals Öde Orte für die ohne Kennzeichnung übernommenen Passagen und einigte sich mit den geschädigten Verlagen Reclam, Hoffmann und Campe sowie Suhrkamp. Auch die taz erhielt eigenen Angaben zufolge ein Honorar mit Verletzerzuschlag. Vor dem Landgericht Berlin verlor Walter Krämer seine Klage gegen die taz. Nach Auffassung des Gerichts habe deren Autor den Begriff „astreines Plagiat“ nicht im juristischen Sinne verwendet, sondern eine journalistisch zulässige Bewertung vorgenommen.
Das Unternehmen wechselte im Jahr 2010 vom General Standard des regulierten Marktes in den Entry Standard (Open Market) an der Frankfurter Wertpapierbörse. Mehrheitsaktionär war  2011 eine Zeitlang Matthias Koch, Verleger des Aufbau-Verlags.
Für 2011 war im Rahmen einer Fusion mit dem Aufbau-Verlag ein Umzug des Eichborn Verlags nach Berlin geplant. Die 48 Mitarbeiter kämpften gegen den Umzug, da er mit betriebsbedingten Kündigungen verbunden sein sollte. Am 16. Juni 2011 meldete der Eichborn Verlag wegen drohender Zahlungsunfähigkeit Insolvenz an, womit die Fusion mit dem Aufbau-Verlag geplatzt war. Im November 2011 wurde jedoch bekanntgegeben, dass Die Andere Bibliothek als eigenständiger Verlag mit Sitz in Berlin innerhalb der Aufbau-Gruppe weitergeführt werden soll.
Ende September 2011 gab der Insolvenzverwalter bekannt, dass der Verlag zum 30. Juni 2012 endgültig eingestellt werden sollte, da der Gläubigerausschuss sämtliche Übernahmeangebote abgelehnt hatte. Ein Frühjahrsprogramm 2012 sollte es demnach nicht mehr geben, erste Mitarbeiter sollten bereits Ende 2011 den Verlag verlassen. Dann jedoch übernahm die Kölner Bastei Lübbe Verlag rückwirkend zum 1. November den Verlagsnamen, das Verlagslogo, die Websites, das Warenlager, die Rechte des Verlages Eichborn sowie einige Mitarbeiter und Autorenverträge.  Als Verlagsleiter fungierte zunächst Felix Rudloff, seit 2014 verantwortet Dominique Pleimling das Programm des Eichborn Verlags.
Eines der ersten Bücher des nun in Köln beheimateten Verlags war der Bestseller Er ist wieder da von Timur Vermes. Weitere Autoren sind unter anderem Jasmin Schreiber, Neil Gaiman, John Darnielle, Yan Lianke, Amanda Palmer, Svealena Kutschke, Sarah Stricker, Monika Held, Annegret Held und Hajo Schumacher.

## Sonstiges
Neben der Fliege waren Bilderbücher und Kalender über Yoga-Kühe, die einigermaßen akrobatisch daherkommen, fast ein Wahrzeichen. Die Bilderbücher wurden 2012 aus dem Verlagsprogramm genommen, die Yoga-Kuh-Kalender erschienen 2014. Die Fliege als stilisiertes Logo des Buchverlags wählte der Eichborn-Verlag selbstironisch, nachdem der CSU-Politiker Edmund Stoiber kritische Schriftsteller mit Schmeißfliegen verglichen hatte.